# Конус Мильн-Эдвардса
Конус Мильн-Эдвардса, или конус Слава Индии (лат. Conus milneedwardsi) — вид брюхоногих моллюсков из семейства конусов (Conidae). Имеет довольно крупную раковину веретенообразной формы, длина которой достигает 17,4 см. Распространён в Индийском и Тихом океанах. Данный вид занимает заметное место среди культовых раковин у коллекционеров раковин моллюсков.

## История открытия вида
Первое упоминание об этой раковине датируется серединой XVIII века и относится к Франции, в частности — к каталогу товаров за 1749 год некого торговца Герсайнта. В нём он охарактеризовал раковину этого конуса как «одну из чрезвычайно редких». Раковину купила мадам де Гандевиль, став первой обладательницей этого вида среди коллекционеров. Впоследствии французский натуралист Антуан-Жозеф Дезалье д’Аржанвиль (Antoine-Joseph Dezallier d’Argenville; 1680—1765), объехавший Европу в поисках новых и редких раковин моллюсков и составивший подробные описания наиболее известных коллекций того времени, поместил гравюру данной раковины в свою «Конхологию», опубликованную в Париже в 1780 году. В своей книге д’Аргенвилль назвал раковину «пирамидальный текстильный конус».
В конце XIX века при прокладывании подводного кабеля у берегов Индии в 125 милях западнее и юго-западнее Бомбея американский натуралист Джон Керк Таунсенд (1809—1851) обнаружил раковину этого вида, которая каким-то образом попала на кабель. Вскоре он нашел ещё два экземпляра вида, один из которых, единственный, найденный на тот момент живым, он передал британскому конхологу Мелвиллу (James Cosmo Melvill; 1845—1929). Последний в соавторстве с другим британским конхологом Стенденом опубликовал описание раковины под названием Conus clytospira в 1899 году в Лондонских «Анналах натуральной истории». На самом же деле открытие вида по сути принадлежит французу Жуссому, который пятью годами раньше опубликовал в Бюллетене французского зоологического общества описание конуса, добытого у берегов Адена и названного им Conus milneedwardsii. Данное название и является валидным согласно правилам зоологической номенклатуры.
Латинское видовое название было дано в честь Анри Мильн-Эдвардса (фр. Henri Milne-Edwards, 1800—1885) — известного французского зоолога и естествоиспытателя, члена Парижской академии наук с 1838 года.

## Описание

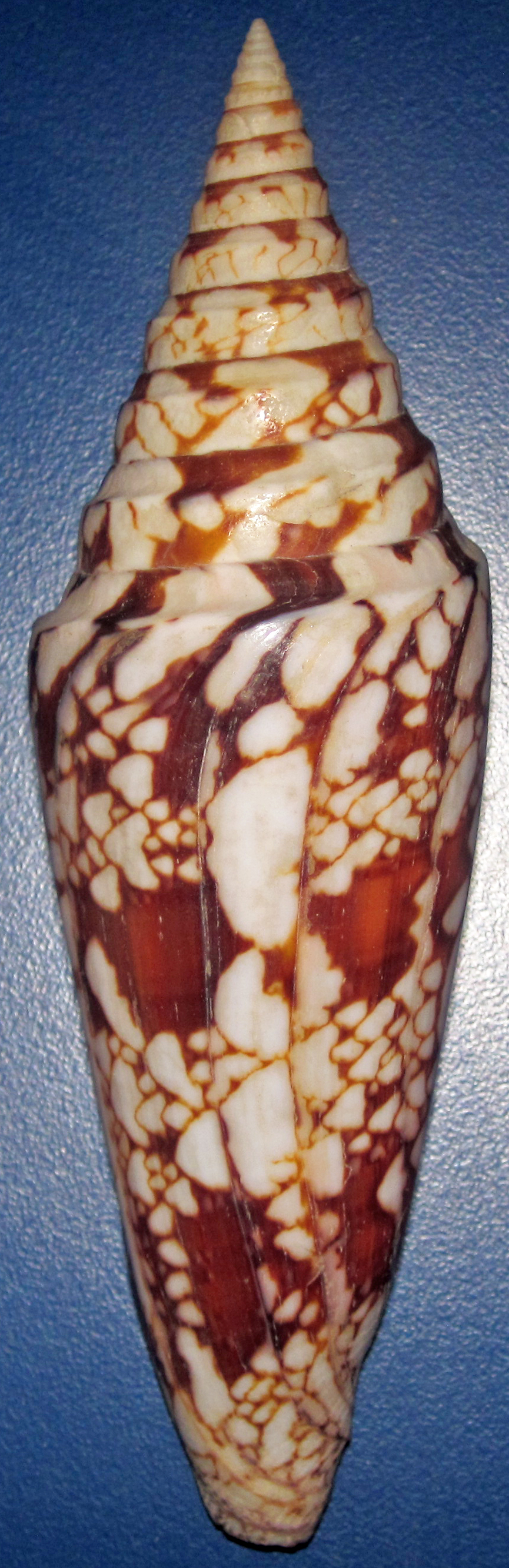
Раковина моллюска

Раковина довольно крупная, длиной от 46 до 174 мм. Раковина имеет веретенообразную форму с 10—12 оборотами, разделенными неглубоким швом. Последний оборот составляет примерно 2/3 от всей высоты раковины. Устье щелевидной формы. Окраска раковины яркая, состоит из контрастного узора коричневых и тёмно-бордовых пятен и линий на кремово-белом фоне. Пятна образуют две широкие, опоясывающие последний оборот раковины, полосы. Тонкие линии в окраске раковины создают узор из треугольных фигур, располагающихся каскадом.
Нога моллюска белого цвета, испещрена коричневыми пятнами, с точечной чёрной строкой по краю. На краях ноги коричневые пятна обычно крупнее и располагаются ближе друг к другу. Щупальце белого цвета. Сифон белого цвета, покрыт коричневыми точками (за исключением дистальной зоны), характеризуется слабо выраженным тёмным кольцом, находящимся на расстоянии 1/4 длины от конца.

## Ареал
Вид распространён от Мадагаскара и по африканскому побережью от Квазулу-Натал (ЮАР), Южная Африка, у берегов Восточной Африки на территории от Мозамбикского пролива до Аденского залива и далее до Красного моря; у западного побережья Индии начиная от Пакистана и включая северное побережье Шри-Ланки; у островов Реюньон и Маврикий, а также в Китайском море.

## Биология
Обитает на глубинах от 50 до 180 м. Подвид lemuriensis предпочитает поселяться на песчаных грунтах на глубине 50—60 м. Хищник, убивающий свою добычу ядом, который впрыскивается в тело жертвы при помощи похожего на гарпун зуба радулы. Находящуюся поблизости добычу моллюск воспринимает химическим способом при помощи осфрадия.

## Классификация
В настоящее время в составе вида выделяют 4 валидных географически изолированных подвида.
Номинативный подвид Conus milneedwardsii milneedwardsii Jousseaume, 1894 встречается у берегов Восточной Африки на территории от Мозамбикского пролива до Аденского залива. Наиболее крупный подвид. Раковина от 80 до 174 мм в высоту.
Подвид Conus milneedwardsii clytospira Melvill & Standen, 1899 встречается у западного побережья Индии начиная от Пакистана и включая северное побережье Шри-Ланки. Подвид отличается меньшими размерами раковины (от 65 до 110 мм) и двумя выраженными поперечными полосами розового цвета, которые пересекают последний оборот раковины моллюска.
Подвид Conus milneedwardsi lemuriensis Wils & Delsaerdt, 1989 обитает у островов Реюньон и Маврикий. Форма раковины практически не отличается от номинативного подвида, за исключением относительно более широкого последнего оборота. Средняя высота раковины около 80 мм.
Подвид Conus milneedwardsi eduardi Delsaerdt, 1997 встречается в Красном море. Первоначально был описан в ранге самостоятельного вида Conus eduardi.
Ранее в состав вида включался подвид Conus milneedwardsii kawamurai Habe, 1962, который обитает в Южной Японии у островов Рюкю. В настоящее время он рассматривается в качестве самостоятельного вида Conus kawamurai.

## Сходные виды

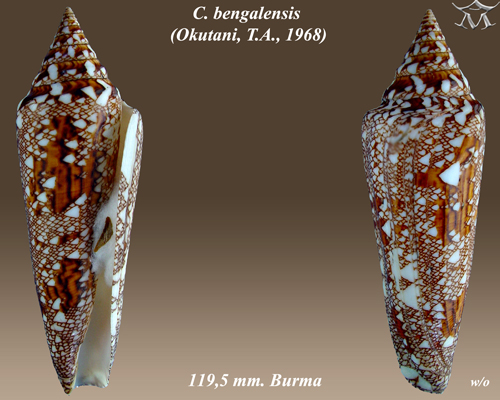
Раковина сходного вида — бенгальского конуса

Конус Мильн-Эдвардса может быть внешне спутан с бенгальским конусом Conus bengalensis (Okutani, 1968), распространённым в Бенгальском заливе, Андаманском море, у побережья Бирмы и Таиланда. Раковина последнего обычно отличается более узким последним оборотом и не таким высоким завитком.

## Значение для человека
Конус Слава Индии является популярным объектом коллекционирования среди коллекционеров раковин моллюсков.